# Paul Carmel Laporte
Paul Carmel Laporte ( 16 de julio de 1885 , Verchères , Quebec - 25 de julio de 1973 , Edmundston, Condado de Madawaska) fue un médico, y artista canadiense.

## Biografía

### Orígenes
Paul Carmel Laporte nació el 16 de julio de 1885 en Verchères, Quebec. Sus padres fueron Jean-Baptiste Laporte y Arthémise Lenoblet, quienes se casaron en la ciudad de Contrecoeur.

### Educación
Paul Carmel Laporte estuvo interesado en la escultura desde la infancia y estudió pintura en su adolescencia. Ingresó en el Colegio de Verchères, donde se graduó de la escuela secundaria a la edad de 14 años. Luego se convirtió en aprendiz de un ebanista y escultor de Montreal. De ello se dedica a diferentes cursos nocturnos ofrecidos por la Société Saint-Jean-Baptiste en el Monumento Nacional, donde trabajó junto a artistas como Elzear Soucy y Alfred Laliberté. A continuación, hizo la escultura para pagar sus estudios de medicina. Se matriculó como estudiante en 1905 sin patente en la Universidad Laval en Montreal, hoy en día la Universidad de Montreal, y fue admitido posteriormente a la Facultad de Medicina. En el verano de su tercer año, ejerció como médico de un clérigo en la región de Baker Brook, Nuevo Brunswick. En 1910 obtuvo el grado en medicina cum laude y certificado en cirugía general por el Real Colegio de Médicos de Canadá.

### Carrera en Madawaska

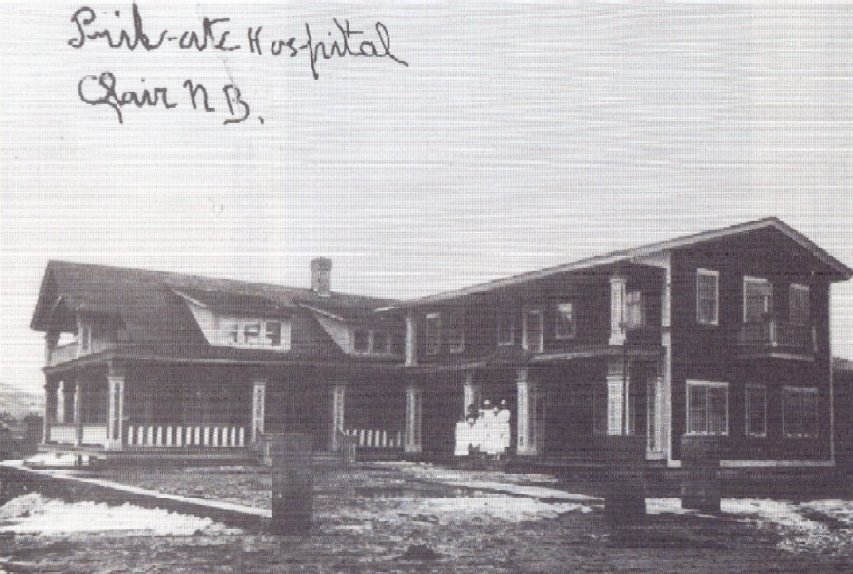
Hospital P.C. Laporte en 1920.

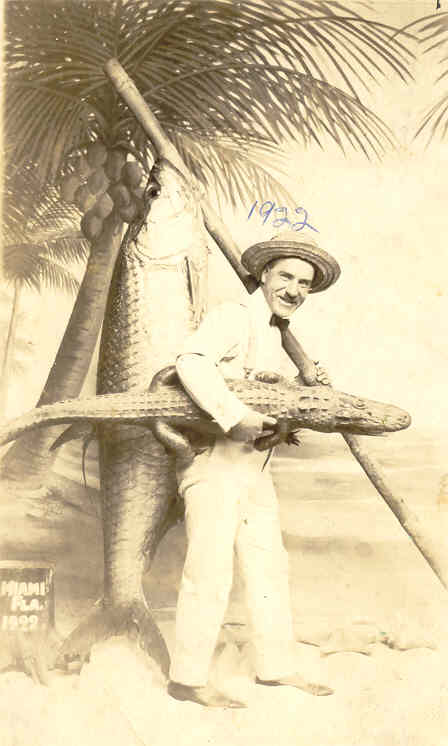
Paul Carmel Laporte en 1922, foto probablemente tomada por su hermano Sydney.

Desde la obtención de su doctorado, Paul Carmel Laporte se muda con dos de sus hermanos a Madawaska, Nuevo Brunswick. Pio Héliodore Laporte hermano de Paul Carmel este también entonces que Sydney este fotógrafo.